# Marcus Vinnerborg
Karl Johan Marcus Vinnerborg, född den 8 augusti 1972 i Ljungby, är en svensk ishockeydomare och före detta tysk- och engelsklärare på Astradskolan i Ljungby som säsongen 2009/2010 dömde sin nionde säsong i Elitserien. 
Vinnerborg blev säsongen 2006/2007, tillsammans med Thomas Andersson, en av två proffsdomare i Elitserien. Tillsammans med Christer Lärking dömde han VM-finalen 2008. De två blev första svenskar att göra detta. 2008 var första gången som fyrdomarsystemet provades vid VM i ishockey. Den 20 maj 2010 blev det klart att Vinnerborg blir den förste icke-nordamerikanska (och svenska) domaren i NHL.

## Karriär
Vinnerborg spelade ishockey för IF Troja-Ljungby och 1986 representerade han Småland i TV-pucken.  Han började sin karriär som domare i lägre hockeyserier 1987 efter att slutat spela ishockey.  Han var linjeman i HockeyAllsvenskan under flera år innan han bestämde sig för att gå huvuddomarutbildningen. 
Under 2006 var Vinnerborg domare vid JVM i ishockey 2006 i Vancouver, Kanada, där han blev utvald som domare i matchen om tredjepris mellan Finland och USA.  Han blev sen utvald att döma 2006 är VM i ishockey-VM i Riga, Lettland, där han fick döma matcher fram till semifinalspelet. 
Vinnerborg och Thomas Andersson blev Elitseriens första professionella domare inför säsongen 2006/2007. Han blev återigen utvald att döma i VM 2007 och i turneringen valdes han till huvuddomare i finalen mellan Kanada och Finland. 
Tillsammans med Brent Reiber dömde han 2008 års Europeiska klubbmästerskapsfinalen mellan HC Sparta Prag och Metallurg Magnitogorsk.  Turneringen var en av tre provmatcher som genomfördes av fyra-domarsystemet som senare introducerades i ishockey-VM.  Marcus Vinnerborg har tilldelats SICO:s guldpipa som årets domare säsongerna 2007/2008, 2008/2009, och 2009/2010, priset röstats fram av aktiva ishockeyspelare. 
Sitt tredje VM dömde han 2008. VM:et, som hölls i Kanada, spelades på rinkar med NHL-mått (60×26 m mot 60×30 m). Vinnerborg och Christer Lärking fick sedan döma finalen mellan Ryssland och Kanada. 
Vinnerborg fick en skada på halsen och huvudet efter en kollision med HV 71:s Mattias Tedenby under försäsongspel under 2008, vilket ledde till att han missade början av säsongen 2008/2009. Den 30 september 2008, under en match mellan SC Bern och New York Rangers, blev Vinnerborg och Don Koharski det första domarparet som i ett internationellt evenemang satts samman av domare från NHL respektive IIHF. 
Vinnerborg blev den första europeiska domaren att döma en NHL-match då han den 16 november 2010 dömde mötet mellan Dallas Stars och Anaheim Ducks. Efter två år i Nordamerika med 40 dömda NHL-matcher och ett antal AHL-matcher bestämde sig Vinnerborg för att återvända till Sverige och Elitserien.
Han har även dömt U18-VM, JVM och OS. 
2014 skrev SHL-domaren Marcus Vinnerborg från Ljungby på ett femårskontrakt (3 + 2 år) i Schweiz där han har dömt matcher till en bit in på förra säsongen 2017/2018, då han råkade ut för en cykelolycka.
Därefter har Vinnerborg inte återvänt till isen.